# Kinisjärvi och Peräjärvi
Kinisjärvi och Peräjärvi är en sjö i Finland. Den ligger i kommunen Kittilä i landskapet Lappland, i den norra delen av landet, 800 km norr om huvudstaden Helsingfors. Kinisjärvi och Peräjärvi ligger 167,6 meter över havet. Arean är 79,2 hektar och strandlinjen är 9,47 kilometer lång. Sjön  ingår i Kemi älvs huvudavrinningsområde. 